# ایگناتیوس کیلاج
ایگناتیوس کیلاج (انگلیسی: Ignatius Kilage; زاده ۱۲ ژوئن ۱۹۴۱ – درگذشته ۳۱ دسامبر ۱۹۸۹) سیاست‌مدار اهل پاپوآ گینه نو بود. وی از ۱ مارس ۱۹۸۹ تا هنگام مرگش در ۳۱ دسامبر ۱۹۸۹ فرماندار کل پاپوآ گینه نو بود.
ایگناتیوس کیلاج در ۳۱ دسامبر ۱۹۸۹، در سن ۴۸ سالگی درگذشت.